# Champ magnétique stellaire

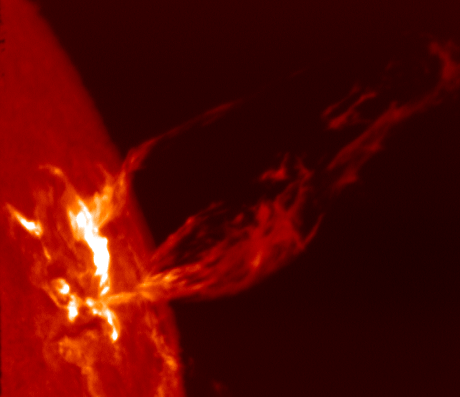
Le champ magnétique du Soleil est le moteur de cette éjection massive de plasma.

Le champ magnétique stellaire est un champ magnétique généré par le mouvement du plasma à l'intérieur d'une étoile. Le champ magnétique stellaire peut également désigner le champ magnétique entourant un objet compact.
Le champ magnétique stellaire engendre la magnétosphère des étoiles. Il est lié à plusieurs phénomènes énergétiques de ces dernières tels la production d'une couronne, d'un vent ou d'éruptions,.

## Observation

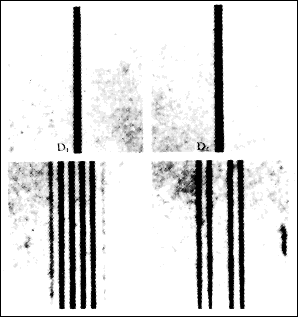
Le spectre du dessous montre l'effet Zeeman après qu'un champ magnétique a été appliqué à la source, au-dessus.

Le champ magnétique d'une étoile peut être mesuré à l'aide de l'effet Zeeman. En temps normal, les atomes absorbent certaines fréquences électromagnétiques, ce qui produit des lignes d'absorption dans le spectre observé. Mais lorsque ces atomes sont soumis à un champ magnétique, ces raies spectrales absorbées se divisent en plusieurs composantes décalées en fréquence. La lumière émise ou absorbée est également polarisée et son orientation dépend donc de celle du champ magnétique.
Un champ magnétique stellaire est mesuré à l'aide d'un spectropolarimètre, un instrument composé d'un spectrographe et d'un polarimètre. Le premier instrument de ce genre était NARVAL, monté sur le télescope Bernard Lyot de l'Observatoire Midi-Pyrénées.

## Types

### Étoiles
Parmi les étoiles générant un champ magnétique, on distingue d’abord les étoiles dites « froides » ou peu massives, dont la température de surface est inférieure à 6 500 K et dont la masse ne dépasse pas 1,5 masse solaire. Le champ magnétique de ces étoiles est produit par effet dynamo. Ces étoiles sont « actives », c'est-à-dire qu’elles sont le siège d'un certain nombre de phénomènes énergétiques liés au champ magnétique, par exemple la production d'une couronne, d'un vent ou d'éruptions. Les taches stellaires témoignent également de leur activité. Ainsi, la taille et le nombre de ces taches dépendent de l'activité de l'étoile, elle-même fonction de la vitesse de rotation de l'étoile.
La matière stellaire étant opaque, le champ magnétique à l'intérieur des étoiles a longtemps été hors de portée des observations. En 2022, le télescope spatial Kepler a mesuré le champ magnétique dans le cœur de plusieurs géantes rouges : de 30 à 100 kG au voisinage de la zone de fusion de l'hydrogène.

### Objets compacts
Les objets astronomiques compacts et à rotation rapide (naines blanches, étoiles à neutrons et trous noirs) ont des champs magnétiques extrêmement forts.
Une étoile à neutrons possédant un champ magnétique très puissant est un magnétar, résultant d'une supernova à effondrement de cœur. L'existence de ce type d'étoile a été confirmée en 1998 avec l'étude de l'étoile SGR 1806-20.

## Formation

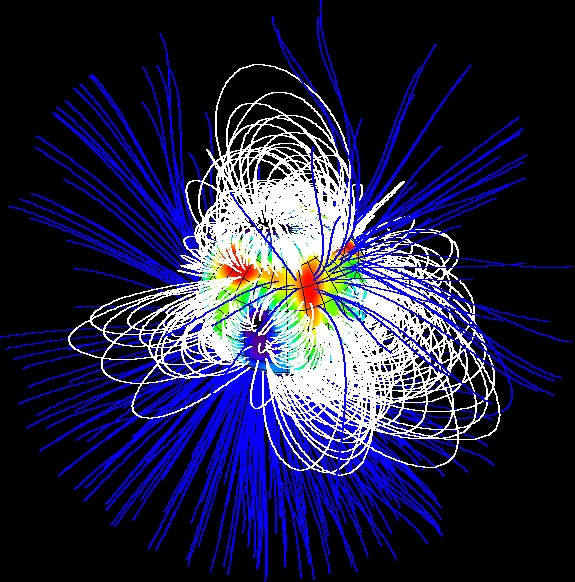
Le champ magnétique de surface de SU Aur (une jeune étoile de type T Tauri), réalisé par imagerie Zeeman-Doppler.

Selon la théorie de la dynamo solaire, le champ magnétique stellaire prend son origine au sein de la zone convective de l'étoile, à la hauteur de la tachocline. Alors que l'étoile subit une rotation différentielle, le magnétisme prend la forme d'un champ toroïdal.
Les champs magnétiques d'à peu près tous les corps célestes sont alignés avec la direction de rotation. Il y a quelques exceptions, comme certains pulsars.

## Caractéristiques physiques

### Taches et boucles
Les taches stellaires sont des régions d'activité magnétique intense à la surface d'une étoile. Ceux-ci forment une composante visible de tubes de flux magnétiques qui sont formés dans la zone de convection d'une étoile. Des boucles coronales peuvent se former au-dessus des taches stellaires, suivant les lignes de champ magnétique qui s'étendent dans la couronne solaire. Les boucles peuvent ainsi chauffer la couronne à des températures de l'ordre du million de kelvins.

### Magnétosphère
Une étoile avec un champ magnétique génère une magnétosphère et entraîne sa rotation. Les lignes de champ relient les pôles magnétiques, formant ainsi une boucle fermée. Cette magnétosphère arrache des particules chargées au vent stellaire lorsqu'il traverse des zones où le champ magnétique est plus intense. Celles-ci, ensuite, se déplacent le long des lignes de champ.
La matière émise par le biais de vents solaires, entraînée par la magnétosphère, s'agrège autour de l'étoile ce qui cause un transfert de moment angulaire de l'étoile à son espace environnant et par conséquent un ralentissement de la rotation de ladite étoile. Plus la rotation est rapide, plus le taux de perte de matière est grand et donc plus grande est la perte de vitesse. Cependant, même si le moment cinétique d'une étoile diminue, il ne peut atteindre valeur nulle.